# Alban Leiblein
Alban Alois Leiblein (* 21. Juni 1787 in Hardheim; † 28. Juli 1857 in Waldshut; katholisch) war ein seit 1822 im badischen Staatsdienst stehender Jurist und Amtsvorstand, vergleichbar mit einem heutigen Landrat. Er war auch Abgeordneter des badischen Landtags.

## Familie
Alban Leiblein  heiratete 1817/18 Philippina Franziska geborene von Schmidt aus Seelbach. Aus dieser Ehe entstammen zwei Kinder: Elisabeth (* 2. Januar 1819 in Sinsheim) und Philipp Victor (* 19. November 1820 in Sinsheim), späterer Amtmann beim Bezirksamt Stühlingen.

## Ausbildung
Ab dem 23. März 1805 studierte er Rechtswissenschaften an der Universität Heidelberg und wurde ab dem 21. Februar 1810 Rechtspraktikant. Am 13. Mai 1812 wurde er Justizamtsverwalter beim fürstlich leiningenschen Amt Mosbach, wo er auch für die Revisorate und Zentämter der Ämter Lohrbach, Großeicholzheim und Binau zuständig war. 1814 versah er zusätzlich das Marschkommissariat und 1815 wurde er Rechtspraktikant beim Bezirksamt Sinsheim, anschließend dort Advokat.

## Laufbahn
Leiblein wurde am 10. Oktober 1822 Amtsassessor beim Bezirksamt Gerlachsheim und im Mai 1825 Aushilfe beim Bezirksamt Boxberg. Am 18. August 1825 wurde er Amtmann beim Bezirksamt Buchen und danach ab dem 21. Juli 1827 beim Bezirksamt Gerlachsheim. Am 9. Januar wurde er zum Oberamtmann befördert und zum Bezirksamt Ladenburg versetzt, um danach ab dem 19. Mai 1836 Oberamtmann beim Oberamt Bruchsal zu werden. Am 16. April erfolgte die Ernennung zum Geheimen Rat 3. Klasse und am 9. Juni 1855 wurde er in den Ruhestand versetzt.

## Politische Betätigung
1835, 1837, 1839/40 und 1841/42 war er Abgeordneter des Wahlkreises 39 (Amt Boxberg)  der Badischen Ständeversammlung (7. bis 10. Wahlperiode). Danach war er bis 1846  Abgeordneter des Wahlkreises 40 (Ämter Bezirksamt Tauberbischofsheim und Gerlachsheim).

## Auszeichnungen
- 1836 Ritterkreuz des Zähringer Löwen-Ordens